# Charaxes myron
Charaxes myron är en fjärilsart som beskrevs av Hans Fruhstorfer 1914. Charaxes myron ingår i släktet Charaxes och familjen praktfjärilar. Inga underarter finns listade i Catalogue of Life.